# ニエル・ヴィゴ・ベンツォン
ニエル・ヴィゴ・ベンツォン（Niels Viggo Bentzon、1919年8月24日 - 2000年4月25日）はデンマークのクラシック音楽の作曲家。コペンハーゲンに生まれ、同地に没した。

## 略歴
父親は法曹関係者であった。ヨハン・エルンスト・ハルトマンの遠縁に当たる。クヌート・イェッペセンとクリスチャン・クリスチャンセンに師事。1942年にはピアニストとしてデビュー。オーフスやコペンハーゲンの音楽院で教鞭をとった。生涯を通じて多作家で、作品番号は664を数え、ピアノソナタは31作、ピアノ独奏のための平均律クラヴィーア曲集を14も残すなど、速筆で知られた。若いときは一分以内で終わる一声フーガなど、挑戦的な作風も見られたが、前衛の退潮とともに調性音楽に帰依して平明な密度の構築に努めた。
ベンツォンは1990年代末に入って、平均律クラヴィーア曲集の第1から13までの全曲をCD15枚組ボックスセットで発表した。しかも、その全てが自作自演であった。作品はハンセン音楽出版社から341作が出版されている。

## 主要作品
- Op. 35 – √3; for violin and piano
- Op. 38 – Partita; for piano
- Op. 96 – Piano Concerto No. 4
- Op. 135 – Alleluia; for soprano and organ
- Op. 193 – Piano Sonata No. 8 Faust
- Op. 358 – Sonata No. 1, for cello solo
- Op. 478 – Soprano Sax Sonata
- Op. 568 – Copenhagen Suite No. 1; for piano
- Op. 632 – Mantziu Sonata, for piano
- Op. 638 – The Tempered Piano vol. 14

ほか多数。